# Fábio Júnior
Fábio Júnior Pereira (sinh ngày 20 tháng 11 năm 1977) là một cầu thủ bóng đá người Brasil.

## Đội tuyển bóng đá quốc gia Brasil
Fábio Júnior Pereira thi đấu cho đội tuyển bóng đá quốc gia Brasil từ năm 1998 đến 1999.

## Thống kê bàn thắng
| Đội tuyển bóng đá Brasil | Đội tuyển bóng đá Brasil | Đội tuyển bóng đá Brasil |
| Năm                      | Trận                     | Bàn                      |
| ------------------------ | ------------------------ | ------------------------ |
| 1998                     | 1                        | 0                        |
| 1999                     | 2                        | 0                        |
| Tổng cộng                | 3                        | 0                        |